# Bausse
Die Bausse ist ein kleiner Fluss im Südwesten von Frankreich, der im Département Lot-et-Garonne der Region Nouvelle-Aquitaine südwestlich der Stadt Villeneuve-sur-Lot verläuft.

## Geografie

### Verlauf
Die Bausse entspringt im südöstlichen Gemeindegebiet von Dolmayrac, entwässert mit einem Haken über West generell Richtung Nordwest durch die historische Provinz Agenais und mündet nach insgesamt rund 16 Kilometern an der Gemeindegrenze von Granges-sur-Lot und Le Temple-sur-Lot als linker Nebenfluss in den Lot.

### Orte am Fluss
(Reihenfolge in Fließrichtung)
- Roussous, Gemeinde Dolmayrac
- La Bausse, Gemeinde Dolmayrac
- La Bausse, Gemeinde Cours
- Pérignac, Gemeinde Montpezat
- Planté, Gemeinde Montpezat
- Montpezat
- Philippou, Gemeinde Saint-Sardos
- Larigné, Gemeinde Montpezat
- Rouby, Gemeinde Le Temple-sur-Lot
- La Grande Chartière, Gemeinde Granges-sur-Lot